# Sebastián Basualdo
Sebastián Basualdo (Buenos Aires; 1978) es un escritor y periodista argentino. Su trayectoria se caracteriza por una profunda exploración de temas como la infancia, la memoria y las secuelas de la Guerra de Malvinas, abordados desde una perspectiva crítica y sensible.

## Trayectoria periodística
Basualdo es profesor de Castellano, Literatura y Latín, y fue discípulo del reconocido escritor Abelardo Castillo. Ha colaborado en diversos medios gráficos, destacándose por sus textos críticos y ensayos en publicaciones como la revista literaria Proa, No-retornable, Los asesinos tímidos, y el suplemento Radar Libros del diario Página 12 y el suplemento literario de Télam. Además, ha contribuido a la sección Cultura de la revista Debate
Su incursión en el periodismo estuvo motivada por su deseo de seguir los pasos de sus autores preferidos, como William Saroyan. En una entrevista, relató cómo, con la determinación propia de la juventud, se presentó en la redacción de Página/12 para ofrecer sus escritos, destacando su formación bajo la tutela de Abelardo Castillo 

## Obra literaria
Su producción literaria incluye cuentos, novelas y ensayos que han sido reconocidos tanto por la crítica como por el público lector. En 2002 publica "La mujer que me llora por dentro", Su primer libro de cuentos, publicado a los 23 años, que le valió reconocimiento en el ámbito literario argentino. hacia 2008 surge "Cuando te vi caer", novela que aborda la vida de los excombatientes de la Guerra de Malvinas, y fue finalista del premio Emecé-Planeta y declarada de Interés Cultural por la Comisión de Cultura de la Nación Argentina. Luego aparece 
"Fiel", volumen de cuentos que explora las complejidades de las relaciones humanas y los vínculos familiares.. Hacia 2017 publica "Mañana solo habrá pasado", novela que continúa su indagación sobre la memoria y el pasado reciente argentino, y en 2023 aparece "Todos los niños mienten", obra que recrea la infancia en los años ochenta, explorando la amistad entre tres niños vecinos y los desafíos de crecer en un entorno de adultos ausentes y una fuerte influencia de la televisión.
Sus cuentos y poemas han sido traducidos al inglés, francés y portugués, y publicados en revistas literarias como Proa, Luvina (México) y La Raíz Invertida (Colombia) .

## Reflexiones y estilo
Basualdo considera que "escribir es como hablar solo, y uno habla consigo mismo de lo que conoce, imagina, o cree conocer" . Su estilo se caracteriza por una prosa apasionada y reflexiva, que busca dar voz al dolor y explorar las profundidades de la experiencia humana.

## Reconocimientos y contribuciones
Además de su labor como escritor y periodista, Basualdo fundó y dirigió la revista literaria Los Inútiles de Siempre, dedicada a la difusión de autores como Abelardo Castillo, Alejandra Pizarnik y Luis Gusmán. Su compromiso con la memoria colectiva y la cultura argentina se refleja en su participación en proyectos como la Asociación Civil Rumbo Sur, que investiga y divulga diversas formas de identidad y patrimonio cultural .

## Publicaciones
- La mujer que me llora por dentro, 2001, ediciones Proa
- Cuando te vi caer, 2008, Bajo la luna
- Fiel, 2010, Bajo la luna
- Mañana solo habrá pasado, 2017, Letras del sur
- Todos los niños mienten, Planeta Emecé